# Einar Olsen
Peter Einar Olsen (Vig, 11 marzo 1893 – Grevinge, 3 giugno 1949) è stato un ginnasta danese.

## Palmarès

### Olimpiadi
- 1 medaglia:
  - 1 argento (Stoccolma 1912 nel concorso svedese a squadre)